# Dębina (powiat kraśnicki)
Dębina – wieś w Polsce położona w województwie lubelskim, w powiecie kraśnickim, w gminie Dzierzkowice.
W latach 1975–1998 miejscowość należała administracyjnie do województwa lubelskiego. 
Wieś stanowi sołectwo w gminie Dzierzkowice. Według Narodowego Spisu Powszechnego (III 2011 r.) wieś liczyła  53 mieszkańców. 
Miejscowość należy do Parafii pod wezwaniem Zwiastowania Pańskiego w Boiskach.